# Chasse au miel

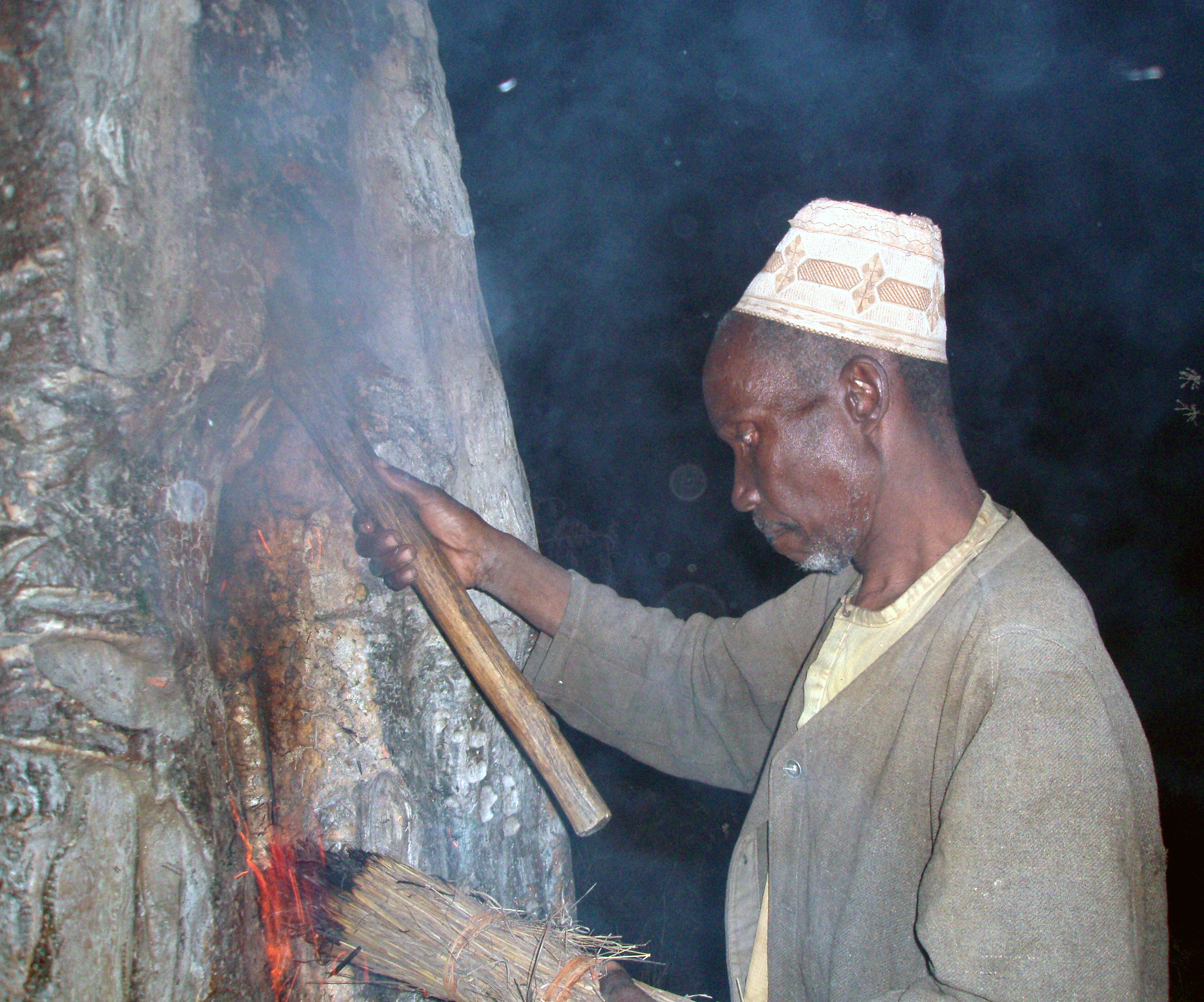
Récolte de miel sauvage au Cameroun en 2007.

La chasse au miel est la cueillette de miel et autres produits de la ruche à partir des colonies d'abeilles sauvages. C'est l'une des activités les plus anciennes de l'homme. Elle est encore pratiquée par les sociétés autochtones de certaines parties d'Afrique, d'Asie, d'Australie et d'Amérique du Sud. La cueillette du miel des colonies d'abeilles sauvages s'effectue généralement en enfumant les abeilles et en brisant l'arbre ou les rochers abritant la colonie, ce qui entraîne souvent la destruction physique de la colonie.

## Histoire

Récolte de miel, reproduction d’une peinture rupestre (datée entre 8000 et 6000 av. J.-C.) des grottes de la Araña « de l’Araignée », proches de Bicorp (Espagne).

Dans la mythologie grecque, c'est Aristée qui le premier éleva des abeilles. L'homme exploite les produits de la ruche depuis le néolithique, le miel alors seul sucre alimentaire et la cire dans l'artisanat (la cire d'abeille servait de plastifiant dans les colles utilisées pour fabriquer les outils et d’imperméabilisant des récipients de céramique. Les travaux de l'équipe dirigée par Martine Regert du Centre de Recherche et de restauration des musées de France démontrent les multiples utilisations du miel au néolithique. « Sur les sites néolithiques comme celui de Chalain dans le Jura, de Bercy, ou encore de Dikili Tash en Grèce, des dizaines de céramiques ont été retrouvées. Chaque fois, dans au moins deux ou trois d'entre elles, nous avons identifié de la cire d'abeille » déclare Martine Regert.
Un des plus anciens témoignages de cueillette du miel des colonies sauvages est une peinture rupestre préhistorique de la grotte de l’Araignée en Espagne près de Bicorp dans la région de Valence et datée suivant les diverses sources de 6000 ans av. J.-C. à 10 000 ans av. J.-C..
En Amérique préhispanique chez les Mayas, le dieu Ah-Muzen-Cab, divinité des abeilles et du miel, fut lié à la récolte du miel de mélipone dit xunáan kaab en maya, produit par les mélipones, abeilles sans dard autochtones du continent américain.
En Afrique-du-Sud et dans les collines de Matopo en Rhodésie des dessins montrent des cueilleurs de miel.

## Chasse au miel dans le Monde

### Afrique
Dans de nombreuses régions en Afrique, la chasse au miel fait partie de la culture indigène. Ils sont souvent aidés par des oiseaux (notamment de l'espèce Indicator indicator), qui leur signalent les nids d'abeilles sauvages et se nourrissent du couvain, de la cire et des restes de miel après le passage des chasseurs.

#### Tanzanie
Les Hadza récoltent le miel des abeilles sauvages installées dans les baobabs après les avoir enfumées.

### Asie

#### Indonésie
On récolte traditionnellement le miel des abeilles Apis Dorsata à Java, Sumbawa, Kalimantan, Bali et dans de nombreuses îles en Indonésie. Les colonies sont principalement situées en haut des arbres, parfois a plus de 30 mètres . Les chasseurs de miel Dayaks grimpent en haut des arbres avec des échelles en bois, munis d’en-fumoirs réalisés a base d'écorces séchées. Ces méthodes de collecte restent très dangereuses pour les chasseurs de miel, les apis dorsata pouvant être très agressives et les cueilleurs peu protégés. Plusieurs programmes d'optimisation, de valorisation et de modernisation des pratiques des chasseurs de miel, associés à la protection des forêts, ont été mis en œuvre .  
Les chasseurs de miel récoltent également les colonies d'abeilles Apis Cerana sauvages, situées généralement dans les rochers ou dans des troncs d'arbres creux. Les rayons de cire contenant le miel et le couvain sont broyés à la main. Les larves apportant les protéines sont très appréciées. Le miel ainsi produit doit être consommé rapidement.

#### Népal
Deux fois par an, dans les contreforts himalayens du Népal central, des équipes d'hommes se rassemblent autour des falaises qui abritent la plus grande abeille, Apis laboriosa. Les hommes viennent récolter le miel des abeilles des falaises du Népal escaladées sur des échelles de bambou.

#### Inde et Bangladesh
Dans la forêt de Sundarbans, partagée par le Bengale occidental et le Bangladesh, les forêts estuariennes sont le domaine d'exploitation des chasseurs de miel sont connus sous le nom de « mawals ». Cette activité n'est pas sans danger pour les chasseurs de miel qui sont victimes des attaques de tigres communes dans cette région. Le rituel de la récolte, qui varie légèrement d'une communauté à l'autre, commence par une prière et le sacrifice de fleurs, de fruits et de riz[réf. nécessaire]. Ensuite, un feu est allumé à la base de la falaise pour enfumer les abeilles dans leurs rayons.

### Amérique

#### Amérique latine
En Amérique latine la récolte du miel sauvage des abeilles sans dard méliponides est une pratique ancienne qui a perduré parallèlement à la méliponiculture. 

#### Antilles
Aux Antilles le miel sauvage des abeilles mélipones est aussi parfois récolté par les populations. 
Aux Antilles françaises et notamment en Guadeloupe, les anciens l'appelaient en créole « Myel ti poban ». La collecte de ce miel dans les colonies sauvages y est attestée depuis 1630.

### Océanie

#### Australie
Les aborigènes d'Australie et les aborigènes de Tasmanie pratiquaient aussi cela. 

#### Nouvelle-Zélande
Les aborigènes néo-zélandais tels que les Maoris récoltaient aussi le miel sauvage. 